# Historié

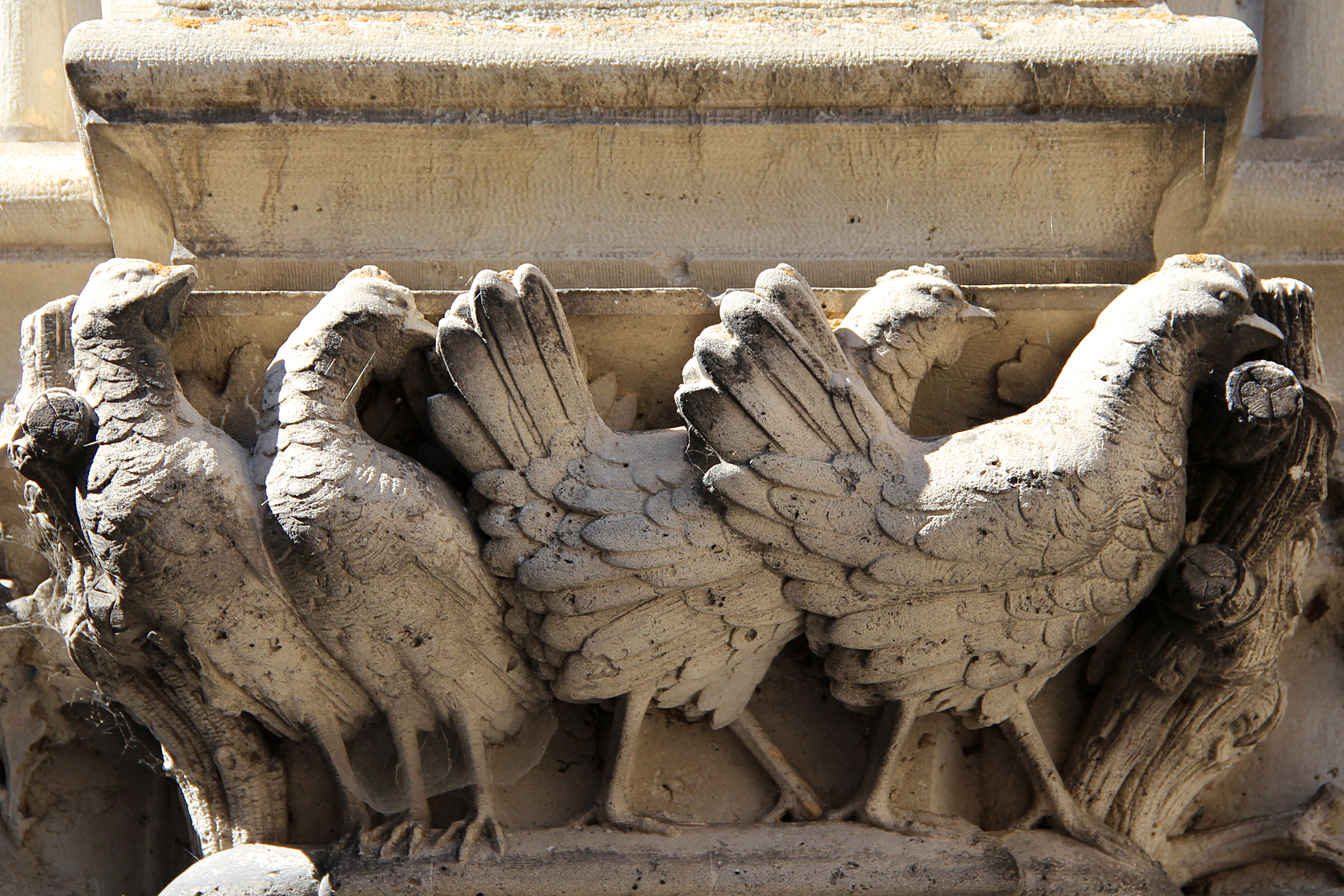
Chapiteau historié représentant les poules du Roman de Renart.

En architecture, un chapiteau historié est un chapiteau qui porte des peintures ou des sculptures représentant des êtres animés, des scènes religieuses.
L'adjectif historié(e) s'emploie plus généralement pour qualifier un ouvrage qui est orné, décoré de scènes narratives. Ainsi un chapiteau, tympan ou trumeau d'église, qui représentent une scène de l'histoire biblique, ou une édition illustrée de la Bible.